# Jean II de Streitberg
Johann II. von Streitberg, aussi Johann Streitberger (mort le 1er avril 1428) est le trente-neuvième évêque de Ratisbonne et prince-évêque de la principauté épiscopale de Ratisbonne de 1421 à sa mort.

## Biographie
Jean est issu de la famille von Streitberg (de). Il est d'abord chanoine de Ratisbonne et curé de Tegernheim.
Il est impliqué dans les préparatifs d'une croisade contre les Hussites et dans plusieurs querelles avec des princes voisins. Des attaques des Hussites dans le Haut-Palatinat ont lieu tout au long de son épiscopat. La défaite à la bataille de Tachov (de) en 1427, laissant la place aux Hussites. L'abbaye de Schönthal (de) et le couvent de Schwarzhofen sont incendiés. Trois bénédictins de l'abbaye Saint-Emmeran qui séjournaient à Böhmischbruck sont assassinés. Cependant, les Hussites ont aussi des soutiens individuels parmi le clergé du diocèse de Ratisbonne. En 1423, un prêtre de Ratisbonne est excommunié par l'évêque et brûlé par la justice séculière.
L'évêque doit appliquer la réforme de Kastl (de) par la force à l'abbaye d'Ensdorf. L'abbé qu'il a nommé contre la volonté des moines n'est autorisé à accéder au monastère qu'avec son soutien. Les moines quittent alors le monastère et reviennent après quelques jours avec des armes. L'abbé s'enfuit, mais l'évêque réussit finalement à obtenir son avènement. La réforme est introduite pacifiquement dans les abbayes de Prüfening et Frauenzell (de).